# パルドのヴィーナス
『パルドのヴィーナス』（伊: La Venere del Pardo, 仏: La Vénus du Pardo, 英: The Pardo Venus）は、イタリアルネサンス期のヴェネツィア派の巨匠ティツィアーノ・ヴェチェッリオが1551年に制作した神話画である。油彩。主題については不明瞭であり、実際にヴィーナス（ギリシア神話のアプロディテ）を描いた作品であるかは不明である。オウィディウスの『変身物語』第6巻110行-111行で言及されているユピテル（ゼウス）とアンティオペの物語を描いているとも考えられるため、『ユピテルとアンティオペ』（Giove e Antiope）の別名でも知られる。ティツィアーノ最大の神話絵画であり、スペイン国王フェリペ2世のために制作された最初の主要な神話画でもある。『パルドのヴィーナス』の名はマドリード近郊のエル・パルド王宮で長年保管されたことに由来している。イングランドとフランスの王室コレクションを経て、現在はパリのルーヴル美術館に所蔵されている。
もともとはかなり初期に制作を開始したバッカス祭を描いた作品であったが、背景の風景画を完成させ、人物を追加することで修正を加えたことが様式と構図の分析から分かっている。美術史家シドニー・ジョセフ・フリードバーグによると「おそらく実質的には1530年代後半の作品であったが、その後大幅に描き直された。ジョルジョーネに強い影響を受けたより初期のモチーフやアイデアで満ちており、明白で単純な古典化された構想で順序付けられている」。
画面に描かれた裸婦が仮にアンティオペである場合、フェリペ2世のためにオウィディウスに基づいて制作された神話画連作《ポエジア》の基本的定義を満たしているが、ティツィアーノがスペイン国王に宛てた手紙の中で《ポエジア》の語を使用するずっと以前に制作を開始しているため、通常は《ポエジア》の連作には数えられない。これはヴィーナスの場合も同様である。というのは、オウィディウスはこのようなヴィーナスのシーンを描写していないからである。

## 主題
本作品の主題に関して、ティツィアーノ自身は単に「風景」と表現していると思われ、彼の息子オラツィオ・ヴェチェッリオは「風景とサテュロスのある裸婦」と呼んでおり、いずれもフェリペ2世に宛てた手紙の中で言及されているが、後のエル・パルド王宮の目録では「ユピテルとアンティオペ」と呼んでいる。1620年代には画家ヴィンチェンツォ・カルドゥッチが「大きなキャンバス上に描かれたアンティオペと数人の羊飼いおよびサテュロス」と呼んでおり、1649年から1653年にかけてイングランド国王チャールズ1世のコレクションが売却された際にはフランスとスペインの大使は書簡の中で裸婦を「ヴィーナス」と呼んでいる。美術史家マルコム・ブル（Malcolm Bull）は「後代の目録では「裸の女性」と「ヴィーナス」はほとんど交換可能な用語であり、ヴィーナスの息子キューピッドは他の人物とともに現れることが多いため、指標としては不確実である」と述べている。

## 作品

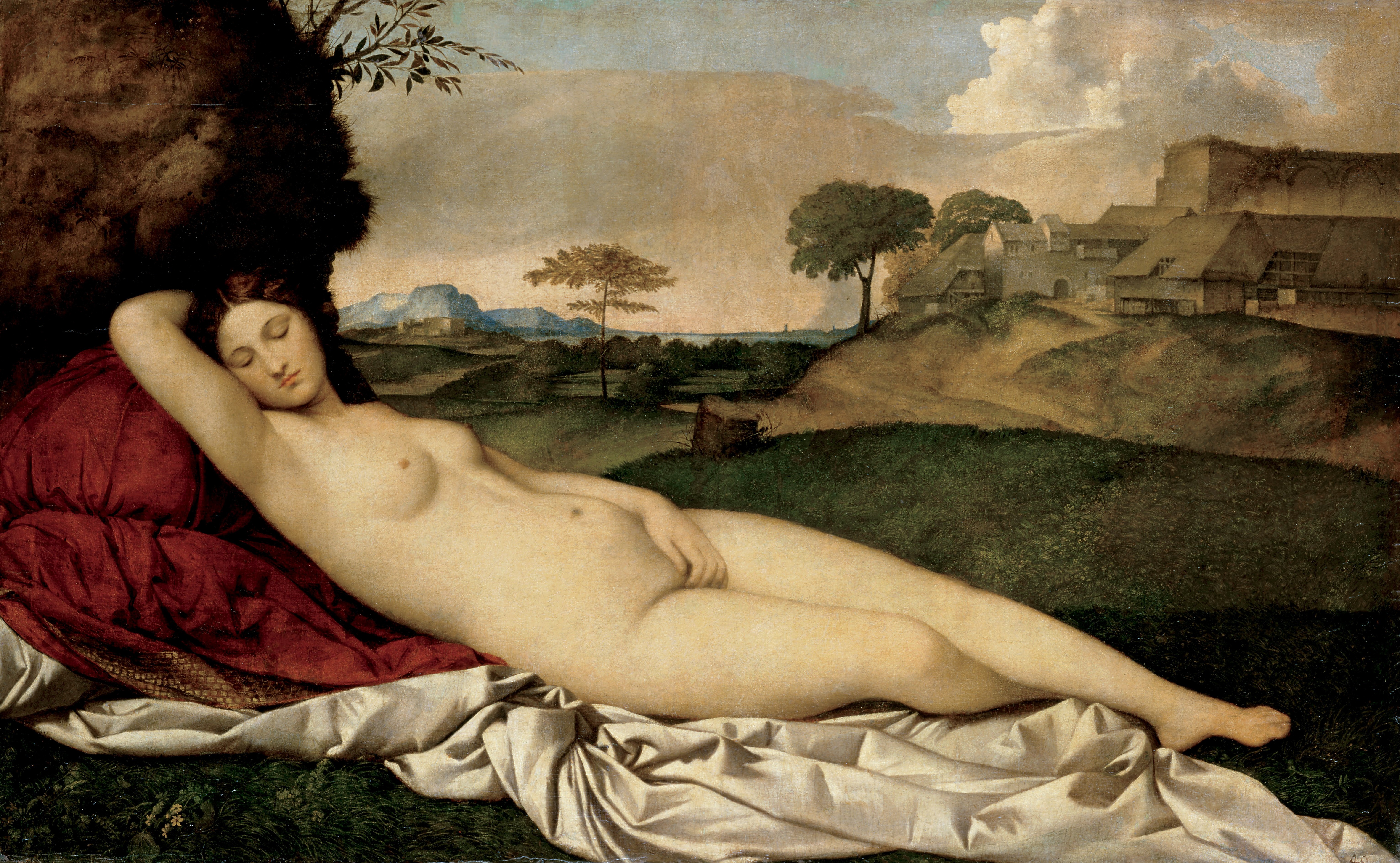
ジョルジョーネの『眠れるヴィーナス』。アルテ・マイスター絵画館所蔵。

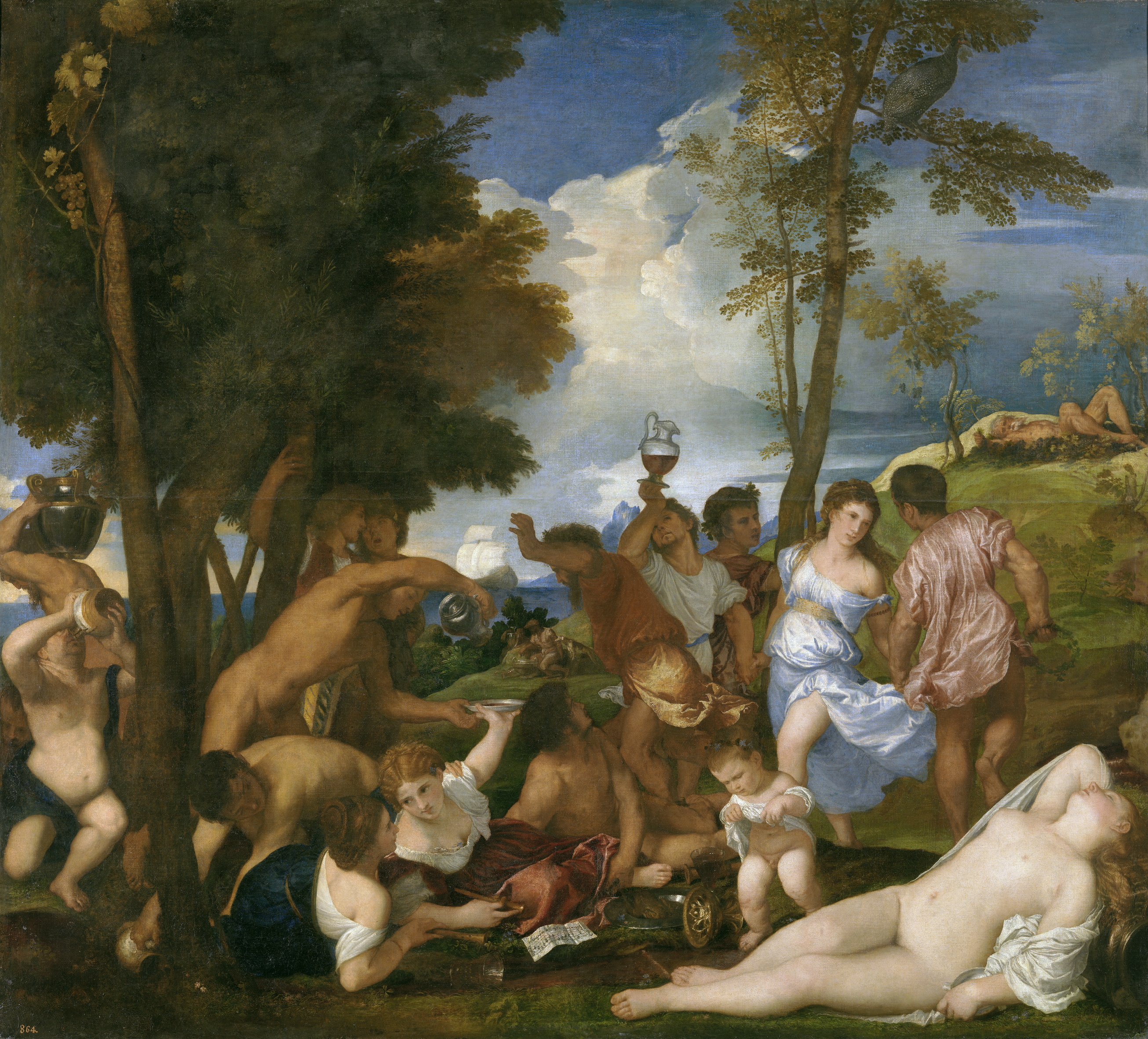
ティツィアーノの『アンドロス島のバッカス祭』。1523年から1524年。プラド美術館所蔵。

『パルドのヴィーナス』は非常に大きな作品で、構図は画面中央の木によって2つに分割され、人物は幾分まとまりなくばらけている。画面右の前景では、サテュロスが眠る女性に忍び寄り、彼女の裸体を眺めるために身体を覆ている布を持ち上げるという、教養あるルネサンス時代の鑑賞者にはおなじみの場面が描かれている。サテュロスはほどなくして彼女を強姦するだろう。このシチュエーションはおそらくアンティオペも登場するオウィディウスの『変身物語』から借用したものにすぎず、フェリペ2世のために制作されたティツィアーノの他のすべての神話画は『変身物語』のシーンを描いている。「サテュロスに驚いたニンフ」などのタイトルで呼ばれるサテュロスの窃視や性的暴行の場面は芸術作品に多く見られるが、そのほとんどは本作品以降のことであり、女神ヴィーナスに対してこのように接するのは非常に無謀なサテュロスに限られている。絵画は1523年から1524年にかけて制作されたプラド美術館所蔵の『アンドロス島のバッカス祭』（Baccanale degli Andrii）と比較できき、そこではドレスデンの『眠れるヴィーナス』（Venere dormiente）と同じポーズの明らかに眠っている裸婦が、裸体や、同時代的、古典的な衣装を組み合わせたお祭り騒ぎの集団と絵画空間を共有している。
ヴィーナスあるいはアンティオペはいまだ邪魔されずに眠っているが、窃視者だけでなく、画面右上には猟犬が牡鹿を仕留めている狩猟の場面が描かれ、さらに画面左では山羊の足を地面の上に伸ばしながら、同時代的な衣装を着た女性と会話するサテュロスまたは牧神パンが描かれている。そのすぐ隣には大型の猟犬を連れた猟師が立って背後を振り返っており、画面左端では別の猟師が角笛を吹き鳴らしている。
裸婦の頭上ではキューピッドが左足を中央の木に置き、弓に矢を番えており、明らかにサテュロスに狙いを定めている。画面中央の中景では明らかに2人の女性が裸で川のほとりで会話している。中央付近を流れる川には広い滝があり、円を描くように裸の女たちと狩猟現場のそばを流れたのちにサテュロスの後方を流れているが、その流れの描写は明確ではなくむしろティツィアーノに典型的なものである。画面右の遠景には、高台の頂上にある同時代的な農家や、そびえ立つ教会の塔や尖塔を含む集落が描かれている。風景を完成させる遠景の山々は、ティツィアーノが描いた多くの風景と同様に、ヴェネツィアと山間の彼の故郷ピエーヴェ・ディ・カドーレの間にある田園地帯を反映している。もっとも、ティツィアーノは特定の場所を詳細に描くことはしていないように思われる。

### 解釈
美術史家はこれらの異なる要素に一貫した意味を見つけようと幾分苦心してきた。これらの矛盾する組み合わせは、ティツィアーノの神話画（およびある程度は一般的なヴェネツィア派の画家の絵画）が、他のルネサンス期の画家のいくつかの作品が一般に受け入れられているのと同様に「非常に複雑な寓意的意味」をどの程度含んでいるかという問いをめぐる、長期にわたる論争のちょっとしたテストケースになっている。

美術史家ハロルド・ウェゼイは、狩猟者は「活動的」、裸婦とサテュロスは「官能的」、草上に座った男女は様々な「瞑想的」というように、様々な要素が異なる生活様式を表すという考えには感銘を受けなかった 。別の考え方は、狩られた鹿がキリストまたは人間の人生と試練を表す古いゴシック様式の視覚的比喩の中で、ヴィーナスを猟犬に倒された牡鹿に喩えるというものである。これは最終的に『旧約聖書』「詩篇」41節-42節まで遡る宗教文書の豊富なイメージを利用している。すなわち、

### 横たわる裸婦

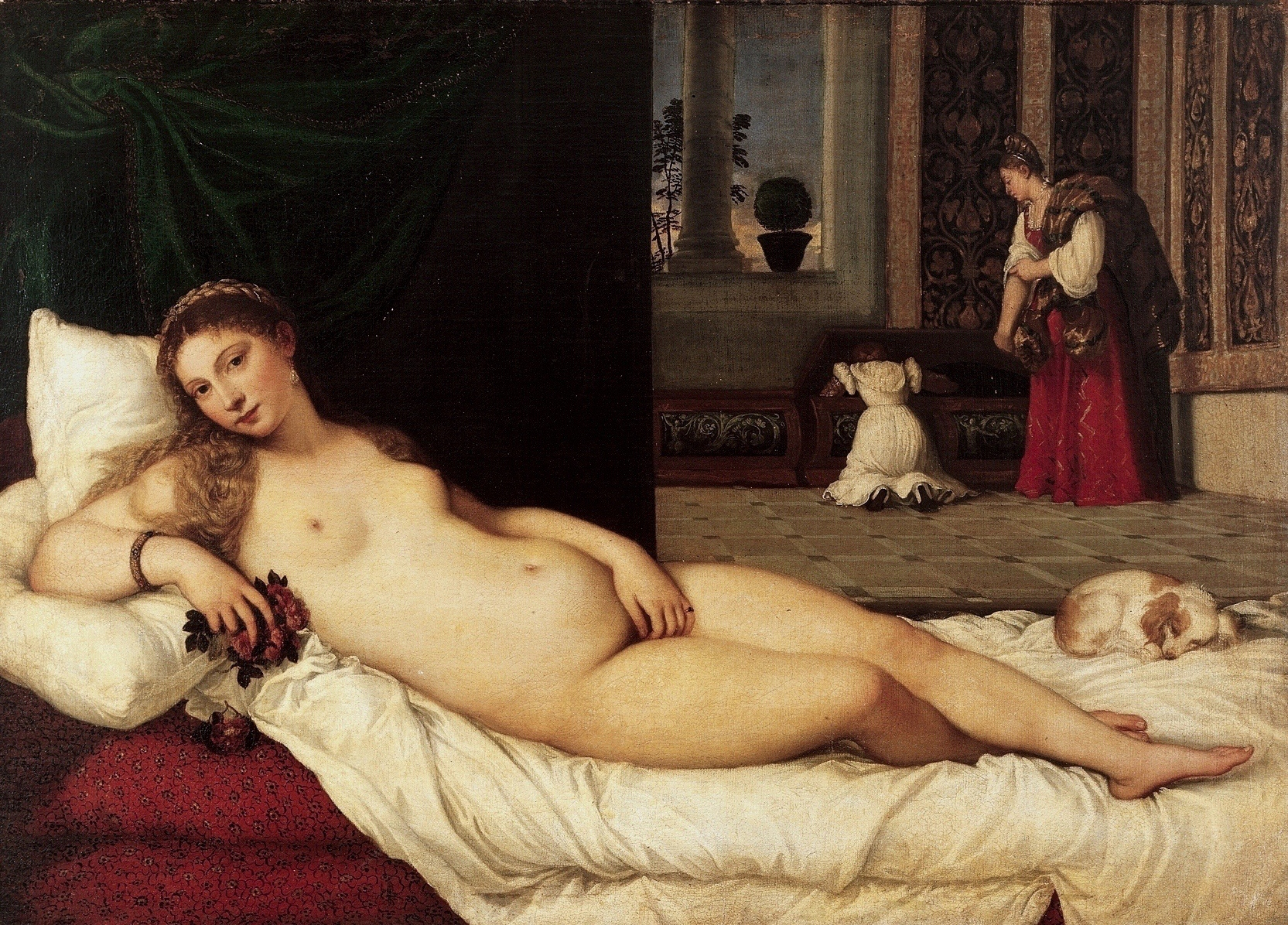
ティツィアーノの1534年ごろの『ウルビーノのヴィーナス』。ウフィツィ美術館所蔵。

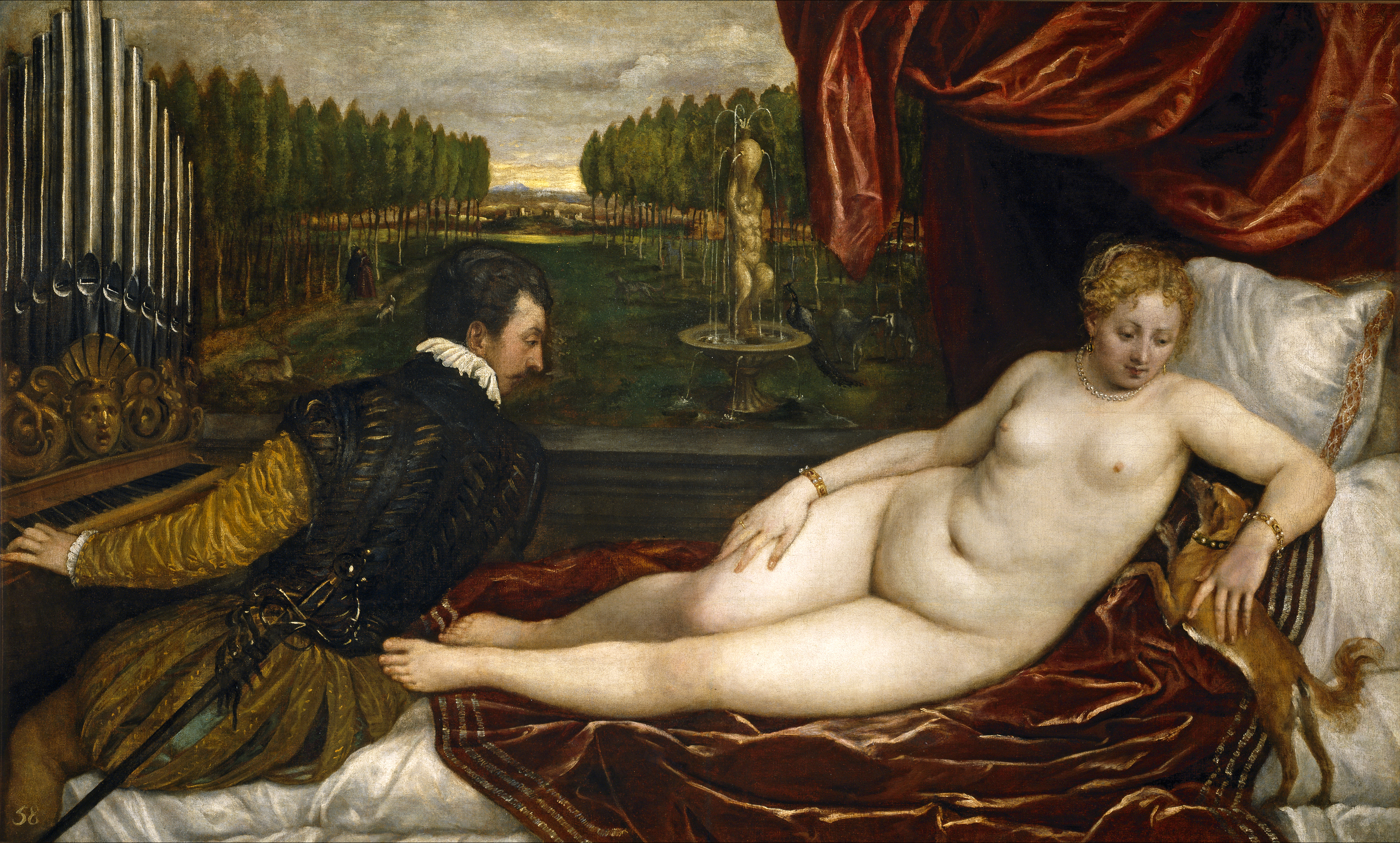
ティツィアーノの1550年ごろの『ヴィーナスと音楽家』。プラド美術館所蔵。

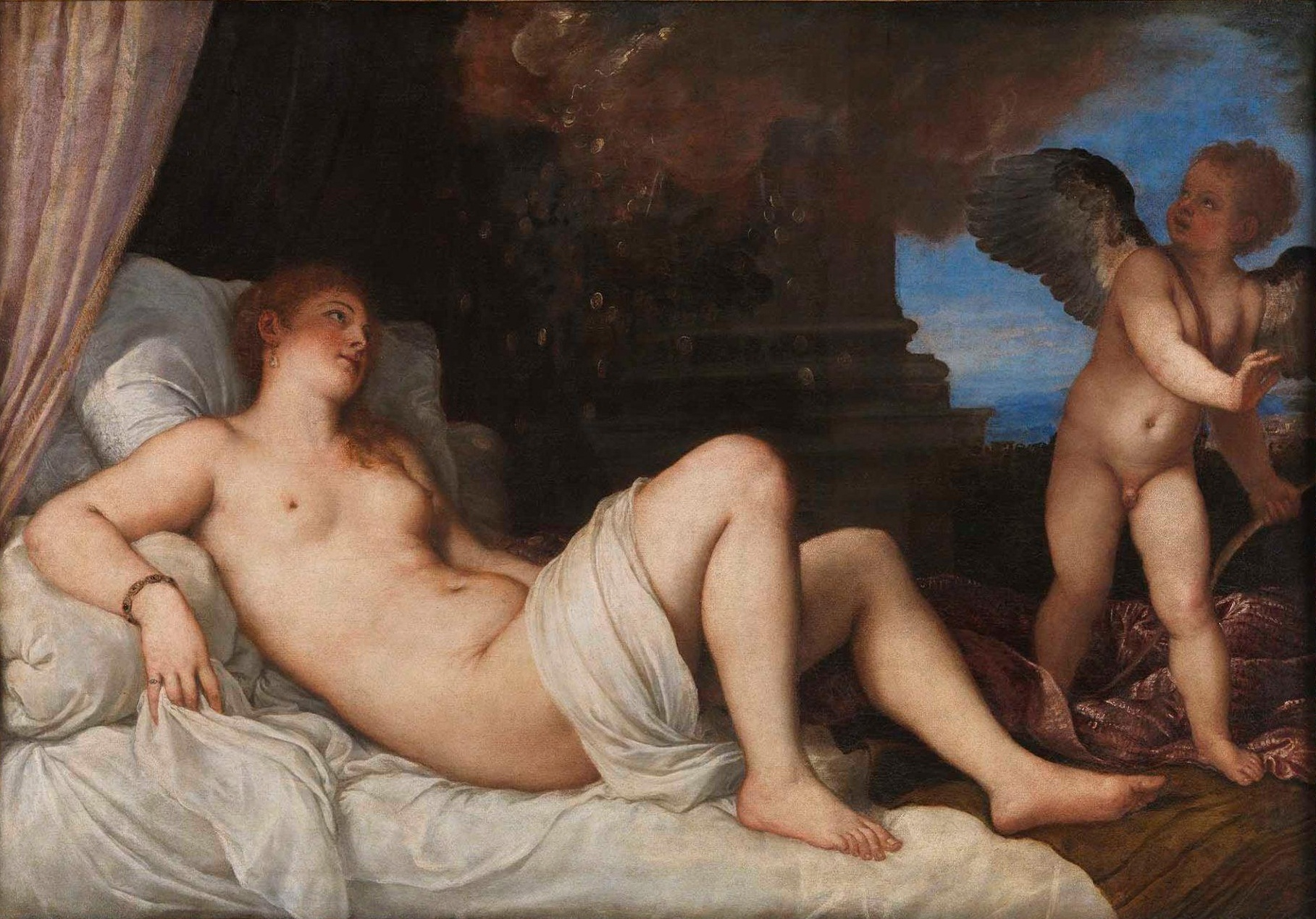
ティツィアーノが1540年代以降しばしば制作した『ダナエ』。カポディモンテ美術館のバージョン。

『パルドのヴィーナス』はヴェネツィア風の横たわる裸婦を描いたティツィアーノの作品を発展させたものである。裸婦のポーズはジョルジョーネの死後の1510年にティツィアーノが完成させた『眠れるヴィーナス』のポーズに似ており、片手で女性器を覆うヴィーナスのポーズを思い出させる。1534年ごろにティツィアーノは『ウルビーノのヴィーナス』（Venere di Urbino）を描いたのち、1545年にも同様の絵画を描いており、おそらく神聖ローマ皇帝カール5世に送られたことが記録として残っている失われたヴィーナスは、いくつかのバージョンが存在する「ヴィーナスと音楽家」シリーズの「基礎となった」と思われる。他の作品とは異なり、「ヴィーナスと音楽家」のほとんどのバージョンやおそらく『パルドのヴィーナス』に描かれたキューピッドは、裸婦がヴィーナスであるとはっきり判別することを可能にしており、こうした図像を娼婦という冒涜的なカテゴリーから引き上げている。
美術史家ケネス・クラークは『パルドのヴィーナス』を「初期の様式を取り戻すための骨の折れる試み」であり、『眠れるヴィーナス』と『ウルビーノのヴィーナス』のポーズはここでは「かなり粗雑になっている」と評した。より独創的な構図と体格はまた『ダナエ』（Danae）の一連の絵画に使用されている。これは1540年代半ばに制作が開始され、1550年代とおそらく1560年代にも描かれた作品で、クラークはヴェネツィアの外で普及していた慣例的な裸婦像を取り入れて描かれたと見なした。「イタリアの他の地域では、まったく異なる形の裸体が長い間流行っていた」。
クラークにとって、頭部の向きが変化しているが身体はまったく同じままの「ヴィーナスと音楽家」のバージョンのヴィーナスは、「完全にヴェネツィア派の作品であり、パルマ・イル・ヴェッキオ、パリス・ボルドーネ、ボニファーツィオ・ヴェロネーゼが地元の顧客のために描いた高価な女たちの妹である」。

## 来歴
ティツィアーノがフェリペ2世の秘書アントニオ・ペレスに送ったリストによると、1574年になっても絵画の代金が支払われていなかった。絵画は1603年にエル・パルド王宮の大部分が火災で焼け落ち、数点のティツィアーノ作品やその他の重要な美術品が失われた際に焼失を免れた。イタリア生まれのスペインの宮廷画家ヴィンチェンツォ・カルドゥッチは、その知らせを聞いた国王フェリペ3世の最初の質問はヴィーナスが焼失したかどうかを尋ねることであったと記録している。ヴィーナスが無事であったことを知らされたフェリペ3世は「満足だ。残りはやり直しであるから」と話したという。
こうした名声にもかかわらず、絵画は1623年に当時ウェールズの王太子であったイングランド国王チャールズ1世が結婚相手を獲得しようとマドリードを訪問した際に贈られた。ロンドンで制作された複製がハム・ハウスに飾られている。清教徒革命によりチャールズ1世が処刑されたのち、ホワイトホール宮殿で王室コレクションを査定した鑑定士たちは、本作品および現在プラド美術館所蔵の『ヴィーナスと音楽家』を発見し、それぞれ500ポンドと150ポンドの価値があると評価した。両作品いずれも1649年同日に、ジョン・ハッチンソンに600ポンドと165ポンドで売却された。ハッチンソンは投資として購入していたが、大陸の収集家たちが状況を把握して代理人を組織したため、数年以内に主要な購入品をすべて売却することになる。
国王処刑の1年ないし2年後、イングランドでの購入を管理していたスペイン大使アロンソ・デ・カルデナスは『パルドのヴィーナス』の購入を拒否し、「それは他の作品『眠っているヴィーナスとサテュロス』のように冒涜的ではありません」（no es tan profano como la otra, Venus dormido y el Satyro）として、むしろコレッジョの『キューピッドの教育』（L'Educazione di Cupido）を選択した。1653年、ハッチンソンはフランス大使であったボルドー・ヌフヴィル（Bordeaux-Neufville）と巧みに交渉し、ジュール・マザラン枢機卿の美術代理人の役割を兼任させ、作品の購入に1,200ポンドを支払わせた。その後、絵画は1661年にフランス国王ルイ14世によって枢機卿の相続人から購入され、ルーヴル美術館に移されるまでフランス王室のコレクションとして所有された。

## ギャラリー
ディテール

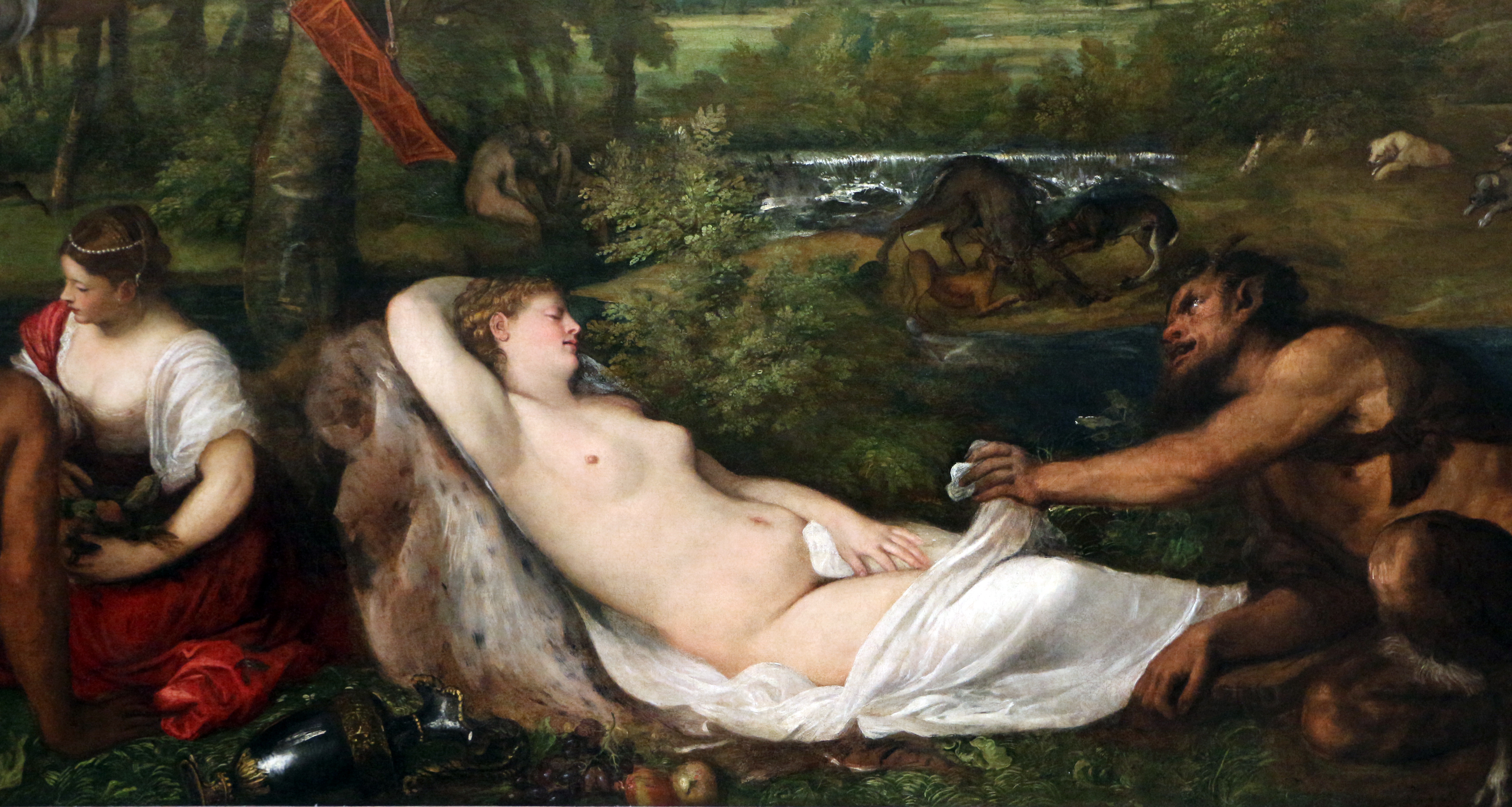
ヴィーナスと思われる眠る裸婦
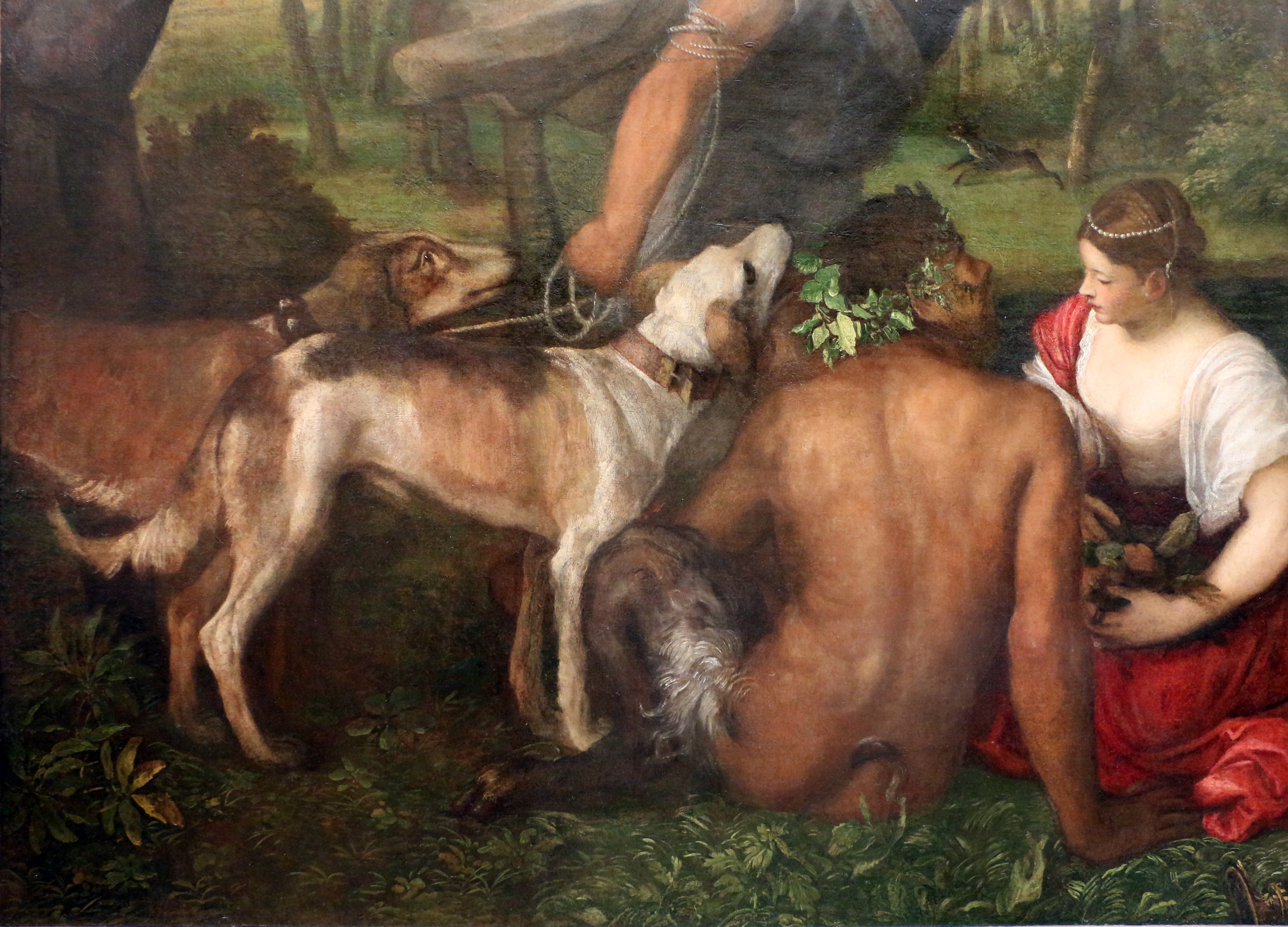
画面左側の人物群
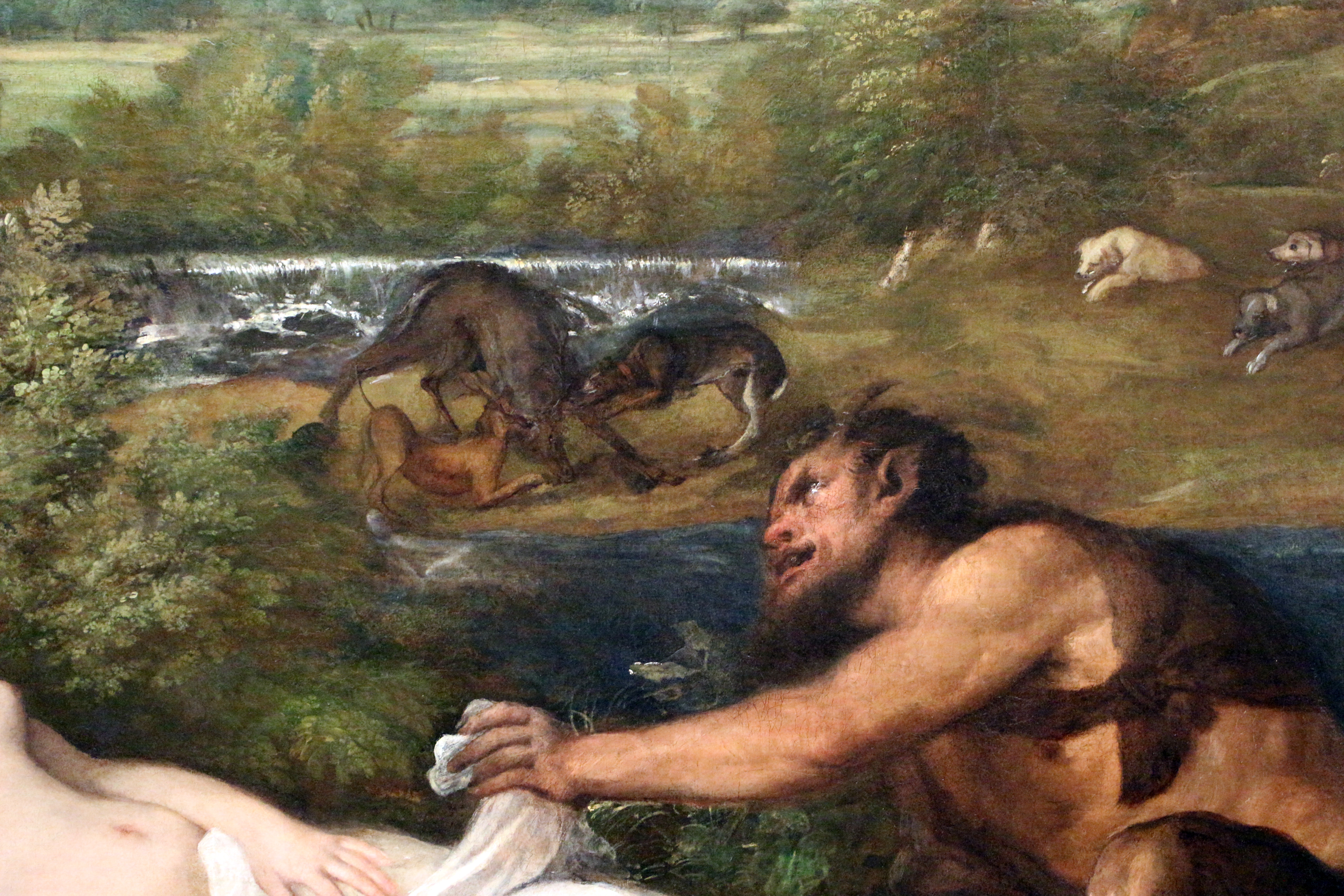
サテュロスと画面右上の狩猟シーン